# 김병수 (1962년)
김병수(1962년 1월 19일 ~ )는 한울로보틱스사의 대표이다. 인하대 전자공학 학/석/박사 과정을 마치고 1987년부터 한국원자력연구소의 로봇연구소에서 연구원으로 활동하다가 1998년 한울로보틱스를 설립했다.
그동안 가정용 청소로봇 `오토로'를 비롯해 감성 데이터베이스를 활용한 대화형 완구로봇, 빌딩 및 공공시설내 경비/재난구조용 로봇 등 다수의 지능로봇을 개발했다.
또한 초등학교 영어/음악 수업보조와 교사도우미 로봇과 100만원대 국민로봇 `네토로'를 개발하있다. 한국지능로봇산업협회 부회장, 한국로보틱스연구조합 이사, 한국로봇공학회 이사 등을 역임하였다.
정통부의 `국민로봇 사업'에도 참여하여,  KT가 주관해 2006년 10월 전국 1000가구에서 시작할 국민로봇 시범서비스 사업에 지능형 청소기능과 홈모니터링, 뉴스/날씨 등 정보서비스 기능을 갖춘 `네토로'라는 로봇 제품을 가지고 참여한 바 있다.